# Viktors Ščerbatihs
Viktors Ščerbatihs (Dobele, 6 ottobre 1974) è un sollevatore lettone, vincitore della medaglia d'argento a Atene 2004 e campione del mondo nel 2007.
Ha partecipato a quattro edizioni dei Giochi Olimpici.

## Palmarès
- Giochi olimpici

Atene 2004: argento negli oltre 105 kg;
Pechino 2008: bronzo negli oltre 105 kg.
- Campionati mondiali

Chiang Mai 1997: bronzo negli oltre 108 kg;
Lahti 1998: bronzo negli oltre 105 kg;
Vancouver 2003: bronzo negli oltre 105 kg;
Chiang Mai 2007: oro negli oltre 105 kg.
- Campionati europei

Rijeka 1997: bronzo nei 108 kg;
A Coruña 1999: bronzo negli oltre 105 kg;
Sofia 2000: bronzo negli oltre 105 kg;
Trenčín 2001: oro negli oltre 105 kg;
Kiev 2004: argento negli oltre 105 kg;
Sofia 2005: oro negli oltre 105 kg;
Władysławowo 2006: oro negli oltre 105 kg;
Strasburgo 2007: oro negli oltre 105 kg;
Lignano Sabbiadoro 2008: oro negli oltre 105 kg.